# Gary Grubbs
Gary Grubbs, né le 14 novembre 1949 à Amory, est un acteur américain.

## Biographie
Gary Grubbs étudie la finance à l'université du Mississippi mais y développe un fort intérêt pour l'art dramatique. Il s'installe à Los Angeles en 1977 pour commencer une carrière au cinéma et à la télévision. Il compte initialement devenir scénariste mais trouve des rôles d'acteur et continue dans cette voie.
Il a joué dans plus de 160 films, téléfilms et séries télévisées. Au cinéma, il a notamment joué dans Honkytonk Man (1982), JFK (1991), The X-Files, le film (1998), Ray (2004), Dans la brume électrique (2009) et Django Unchained (2012). À la télévision, il a joué des rôles récurrents dans les séries Will et Grace, Angel, Newport Beach, Treme et Wes et Travis.
Marié avec Glenda Meadows Grubbs, il a deux enfants.

## Filmographie

### Cinéma
- 1982 : Police frontière : Honk
- 1982 : Honkytonk Man : Jim Bob
- 1983 : Le Mystère Silkwood : Randy Fox
- 1987 : Nadine : Cecil
- 1991 : JFK : Al Oser
- 1998 : The X-Files, le film : le capitaine des pompiers Cooles
- 1999 : Intrusion : le directeur de la NASA
- 2003 : Le Maître du jeu : Dobes
- 2004 : Ray : Billy Ray
- 2006 : Les Chemins du triomphe (Glory Road) : Ralph Miller
- 2006 : Les Fous du roi : le shérif
- 2006 : The Last Time : Toby Margolin
- 2008 : Deal : Mr Stillman
- 2008 : Mon espion préféré : le chef de la police Malone
- 2008 : Blonde et dangereuse : le capitaine Greer
- 2009 : Dans la brume électrique : le shérif Sid Hebert
- 2009 : Bad Lieutenant : Escale à La Nouvelle-Orléans : le chef de la police
- 2010 : Le Caméléon : John Striker
- 2011 : Le Chaperon : Mr Mobeleski
- 2011 : Carjacked : l'adjoint Briggs
- 2011 : Apocalypse climatique : Le colonel Neilson
- 2012 : Bending the Rules : Clark Gunn
- 2012 : Battleship : le chef de l'US Air Force
- 2012 : No One Lives : Harris
- 2012 : Django Unchained : Bob Gibbs
- 2013 : Parkland : le docteur Kemp Clark
- 2013 : Les Trois Crimes de West Memphis : Dale Griffis
- 2014 : Sabotage : Lou Cantrell
- 2014 : Le Chaos : Dennis
- 2014 : Projet Almanac : le docteur Lou
- 2016 : L. B. Johnson, après Kennedy : le Sénateur Everett Dirksen

### Télévision

#### Séries télévisées
- 1979 : Shérif, fais-moi peur (saison 1, épisode 7 : Le Coup de foudre) : Roy
- 1981 : Capitaine Furillo (saison 1, épisode 1) : Earps
- 1982 : Happy Days (saison 9, épisode 13) : Jack
- 1982 : Chips (saison 5, épisode 25) : Bo
- 1982 : M.A.S.H. (saison 11, épisode 1) : Lieutenant Geyer
- 1982 : Shérif, fais-moi peur (saison 5, épisode 7 : L'Ecole buissonnière) : Wade
- 1984 : Magnum (saison 5, épisode 10) : Dexter
- 1985 : Half Nelson (8 épisodes) : Détective Hamill
- 1986 : Agence tous risques (saison 4, épisode 18) : le shérif Hopkins
- 1986-1994 : Nord et Sud (mini-série) : Lieutenant Pickles
- 1986 : Hooker (saison 5, épisode 18) : Harlan Walker
- 1988 : Les Nouvelles Aventures de Davy Crockett (mini-série) : George Russell
- 1990 : Rick Hunter (saison 6, épisode 10) : Paul Brisco
- 1992 : La Loi de Los Angeles (saison 6, épisode 11) : William Hobson
- 1995 : X-Files : Aux frontières du réel (épisode Une petite ville tranquille) : le shérif Tom Arens
- 1998 : Urgences (saison 4, épisode 21) : Emmet Chambliss
- 1998-1999 : Will et Grace (11 épisodes) : Harlin Polk
- 2001-2004 : Angel (4 épisodes) : Roger Burkle
- 2003 : NCIS : Enquêtes spéciales (saison 1, épisode 1) : le coroner Elmo Poke
- 2006 : Prison Break (saison 2, épisode 6) : le sénateur Holston
- 2006-2007 : Newport Beach (6 épisodes) : Gordon Bullit
- 2009 : Croqueuse d'hommes (mini-série) : Tripper Mason
- 2010-2012 : Treme (4 épisodes) : Richard Desautel
- 2012 : Wes et Travis (12 épisodes) : Mr Dumont
- 2012 : Esprits criminels (saison 8, épisode 3) : l'inspecteur Oren Carr
- 2013 : Bones (saison 8, épisode 11) : Dwayne Wilson
- 2014 : Mentalist (saison 6, épisode 14) : Samuel Millman
- 2015 : Glee (saison 6, épisode 7) : Jimbo Wilson
- 2015 : Scream Queens (saison 1, épisode 10) : Mr. Swenson

#### Téléfilms
- 1984 : Ernie Kovacs: Between the Laughter : Nigel Edmunds
- 1992 : Justice pour mon fils : Ron Meehan
- 1997 : Serments mortels : l'inspecteur Carl Baker
- 2000 : Python : le shérif Griffin Wade
- 2004 : Les Fantômes de l'amour : l'inspecteur Ed Landry
- 2006 : Le Bal de fin d'année : Mr Thornton
- 2006 : Le Prix de la différence : John Mack Butler
- 2010 : Les demoiselles d'honneur s'en mêlent : Lou Wald
- 2016 : Les Obstacles de la vie (A Sunday Horse) : Coach Walden
- 2017 : Noël dans tes bras (Christmas in Mississippi) : Carter Greenside